# Ystadraset
Ystadraset var en arbetsplatsolycka vid bygget av Hälsans hus på Aulingatan i Ystad som inträffade den 25 maj 2012. Den direkta orsaken till olyckan ansågs vara var ritningsfel, flera underdimensionerade stålpelare som bara klarade en fjärdedel av lasten, var inritade. Men byggnadskonstruktionen var behäftade med många fler fel än så. Betongprefabväggar saknade dubbar, svets saknades i en skarv mellan balkar, ett väggelement hade inte svetsats till svetsplåtar enligt ritning, svetsen som var angiven på ritning för pelarändar var för liten och i en pelartopp var en svets inte utförd, m.fl. Det ifrågasattes om någon egenkontroll av projekteringen var utförd.
Arbetsmiljöverket ansåg att det var en ren tillfällighet att inga arbetstagare fanns på plats vid tiden för raset. Men ingen förundersökning inleddes då åklagaren ansåg att ingen människa var i farozonen eftersom raset inträffade på natten – en bedömning som ifrågasattes.
Raset utreddes av Statens haverikommission som kom fram till att "Olyckan orsakades av brister i den föreskrivna kontroll som utförts enligt gällande lagstiftning och som tillsammans med de kvalitets- och ledningssystem som tillämpades inte lyckades fånga upp de fel som begåtts, vilket ledde till att stålpelarna i en del av byggnaden var underdimensionerade och inte förmådde att bära de aktuella laster som förelåg."
Man gav följande rekommendation. Boverket rekommenderas att vidta de åtgärder som behövs för att: 
- tydliggöra med föreskrifter, allmänna råd och anvisningar betydelsen av  dimensioneringskontroll vid upprättande av kontrollplaner.
- tydliggöra att beräkning av stabilitet och bärförmåga ska utföras, kontrolleras och dokumenteras vid projekteringen samt att upprättade handlingar sparas.
- införa uttryckliga krav på dimensioneringskontroll utförd av någon som inte har deltagit i dimensioneringsarbetet.
- systematiskt följa upp de inträffande ras och skador av allvarligare karaktär som inträffar inom byggbranschen.

Efter olyckan skärpte Boverket kraven på dimensioneringskontroll och konstruktionsdokumentation i och med införandet av EKS 10.